# 哈特蘭鎮區 (明尼蘇達州弗里伯恩縣)
哈特蘭鎮區（英語：Hartland Township）是位於美國明尼蘇達州弗里伯恩縣的一個行政鎮區。

## 地方資料
哈特蘭鎮區的面積為92.90平方千米，當中陸地面積為92.84平方千米，而水域面積為0.06平方千米。根據2020年美國人口普查的數據，當地共有人口253人，而人口密度為每平方千米2.72人。